# Sung Suk-je
Sung Suk-je (oder auch Song Sokze, * 5. Juli 1960 in Sangju in der Provinz Nord-Kyŏngsang) ist ein südkoreanischer Schriftsteller.

## Leben
Sung Suk-je wurde am 5. Juli 1960 in Sangju in der Provinz Nord-Kyŏngsang geboren. Sein Vater, der trotz des nach dem Koreakrieg herrschenden Chaos studierte und zur Elite gehörte, arbeitete einige Zeit als Beamter, kehrte aber kurz darauf in seine Heimat zurück, wo er sein Leben lang das Oberhaupt einer aus drei Generationen bestehenden Familie war. Die Figur des Vaters, der für die Familie sorgte wie „ein Huhn, das seine Flügel ausbreitet“, wirkte auf Sung Suk-je beklemmend. Als dieses Gefühl sich verstärkte, lief er mehrmals von zuhause weg, wurde aber jedes Mal wieder zurückgeholt. Weil seine Brüder älter waren, verbrachte Sung Suk-je seine Kindheit nahezu alleine. Nachdem er die Grundschule absolviert hatte, las er alle möglichen Bücher durcheinander wie beispielsweise die Bibel, Krimis, Liebesromane oder Geschichten chinesischer Krieger.
Etwa zu der Zeit, als er von der Grundschule abging, kam einer seiner Brüder – der, auf dem die ganze Hoffnung der Familie geruht hatte – während des Wehrdienstes ums Leben. Die Familie zog nach Seoul um, und er verbrachte seine Jugend am Stadtrand der Hauptstadt. Nachdem er 1979 das Studium an der Yonsei-Universität begonnen hatte, trat er auf Empfehlung des Dichters Gi Hyeong-do dem literarischen Kreis der Yonsei-Universität bei. Nach dem Militärdienst begann er 1984 ernsthaft mit seiner literarischen Arbeit. Im Juni 1986 feierte er sein Debüt als Dichter.
Danach war er für kurze Zeit in einem Verlag tätig und führte anschließend sechs Monate lang das Leben eines Vagabunden. Die Erfahrungen aus dieser Zeit bestärkten ihn darin, Schriftsteller zu werden. Ab 1987 arbeitete er sechs Jahre lang im Pressebüro eines großen Konzerns.
1991 erschien sein erster Gedichtband Fragen auf fremden Wegen. 1993 hörte er auf zu arbeiten und begann ernsthaft zu schreiben. Im darauf folgenden Jahr veröffentlichte er einen Erzählband mit dem Titel Dort leben Ungeheuer. Sung Suk-je, der zunächst in einer literarischen Form zwischen Gedicht und Roman zu schreiben begonnen hatte, verfasste 1995 seine erste Erzählung Die letzten 4,5 Sekunden meines Lebens. Nach deren Erscheinen widmete er sich dem Schreiben.
Nach der Veröffentlichung mehrerer Romane und Kurzgeschichten ist er immer noch auf einer Reise, von der er nicht weiß, wie lange sie dauern wird. Er hört Geschichten von Menschen, denen er auf dieser Reise begegnet, und erhält so Material für seine Romane. Das Wesentliche seiner Romane, die sich zwischen Wahrheit und Fiktion, Ernst und Scherz hin- und herbewegen, liegt genau in solchen Geschichten. „Ein ernsthafter Erzähler liebt die Geschichte an sich. Ein Erzähler erwartet nicht, dass die Geschichte ihm etwas bringt, sondern denkt daran, was er für die Geschichte tun kann. In der Geschichte des Erzählers ist die vorhandene Naht zwischen Geschichte und Wirklichkeit häufig nicht zu erkennen“. So erklärt Sung Suk-je auch seine kreative Arbeit.

## Arbeiten

### Lyrikbände
- 낯선 길에 묻다 (Auf fremdem Weg fragen) Seoul: Minŭmsa 1991
- 검은 암소의 천국 (Das Paradies der schwarzen Kuh) Seoul: Minŭmsa 1997

### Erzählbände
- 그곳에는 어처구니들이 산다  (Dort leben Ungeheuer) Seoul: Minŭmsa 1994
- 새가 되었네 (Zum Vogel geworden) Seoul: Kang 1996
- 내 인생의 마지막 4.5초 - (Neuauflage (Die letzten 4,5 Sekunden meines Lebens) Seoul:Kang 2003)
- 재미나는 인생 (Interessantes Leben) Seoul: Kang 1997
- 아빠 아빠 오, 불쌍한 우리 아빠 (Papa, Papa, oh, mein armer Papa) Seoul: Minŭmsa 1997
- 홀림 (Verhext) Seoul: Munhak-kwa chisŏngsa 1999
- 황만근은 이렇게 말했다 (So sprach Hwang Mangun) Seoul: Ch'angbi 2002
- 번쩍하는 황홀한 순간 (Der funkelnde, bezaubernde Moment) Seoul: Munhakdongne 2003
- 재미나는 인생 (Interessantes Leben) Seoul: Kang 2004
- 어머님이 들려주시던 노래 (Das von der Mutter gesungene Lied) Seoul: Ch'angbi, 2005

### Romane
- 왕을 찾아서 (Auf der Suche nach dem König) Seoul: Ungjin 1996
- 궁전의 새 (Der Vogel im Palast) Seoul: Hanŭl yŏnmot 1998
- 호랑이를 봤다 (Ich habe den Tiger gesehen) Seoul: Chakka chŏngsin 1999
- 순정 (Reine Liebe) Seoul: Munhakdongne 2000
- 인간의 힘 (Die Kraft des Menschen) Seoul: Munhak-kwa chisŏngsa 2003

### Übersetzungen ins Deutsche
- Die letzten viereinhalb Sekunden meines Lebens und andere Erzählungen, Edition Peperkorn (2009) ISBN 978-3-929181-82-1

## Auszeichnungen
- 1997: Hankook-Ilbo-Literaturpreis
- 2000: Tongsŏ Literaturpreis
- 2001: Lee Hyo-sŏk Literaturpreis
- 2002: Tongin Literaturpreis
- 2003: Preis für zeitgenössische Literatur
- 2005: O Yŏng-su Literaturpreis